# PFK Tcherno More Varna
Maillots
Actualités
Dernière mise à jour : 11 juillet 2017.
Le Professionalen Futbolen Klub Tcherno More Varna (en bulgare : Професионален Футболен Клуб Черно Море Варна), plus couramment abrégé en Tcherno More Varna, est un club bulgare de football fondé en 1913 et basé dans la ville de Varna.

## Historique

### Histoire du club

#### Le début (1909-1945)
En avril 1909, prêt du jardin aquatique de Varna, le club « Sportist » fut fondé avec Stefan Tonchev comme premier président. Le premier derby de Varna a été joué contre « Atlas », et a été remporté par « Sportist » (1-0). Le 24 mai 1914, « Sportist » a fusionné avec le club sportif « Titcha », fondé le 3 mars 1913
. Cette date est officiellement considérée comme le jour fondateur de l'équipe actuel de PFC Tcherno More Varna bien que beaucoup de supporters de l'équipe considèrent que l'année fondatrice est 1909.

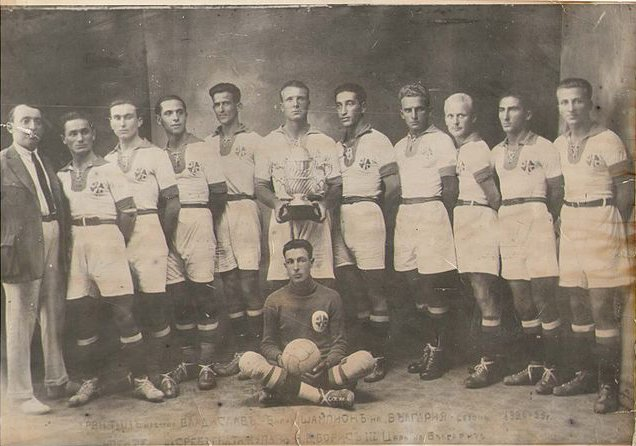
Vladislav Varna en 1925. Le premier champion de Bulgarie et prédécesseur de Tcherno More.

D'abord l'équipe fut appelée « Kamchia » et peu après elle fut renommée « Reka Ticha ».
En 1915, le premier match international fut joué contre le 20e régiment de Poméran qui c'est fini par un match nul (4-4). En 1938, le club est vainqueur du championnat national nouvellement formé. L'équipe était composée de : Ivan Sarajdarov, Onik Haripyan, Garabed Garabedov, Gueorgui Gochev, Atanas Kovachev, Gueorgui Radev, Wili Petkov, Panayot Rozov, Milyu Parushev, Ilia Donchev et Dobri Bajchev. En 1925 le club a gagné la coupe de Bucarest qui était le premier trophée international à être gagné dans l'histoire du football bulgare.
Le club sportif "Vladislav" fut formé le 3 avril 1916 en tant qu'Union Sportif et Touristique "Napred". Le premier président fut Guergui Antonov Guerguiev devenu professeur à l'Université économique de Varna (VINS). Le nom du club a changé à deux reprises à "Razvitie" et "Granit". Le club n'a pas pu obtenir l'enregistrement officiel à cause d'obstacles bureaucratiques. C'est pour cette raison qu'elle a été enregistré en tant que co-membre du SC "Ticha" et était connu sous le nom de SC "Ticha - branche Granit". Lors des désaccords concernant les finances à l'AG d'avril 1921, Granit branche s'est scindé de SC "Ticha" avec plusieurs membres SC "Ticha". C'est le 1er mai 1921 que l'équipe acquis le nom "Vladislav" en hommage au roi de Pologne Ladislas III Jagellon aussi appelé Ladislas de Varna. Leurs couleurs furent vert et blanc et resteront les couleurs de leurs successeur "Tcherno More". Le logo fut un trèfle à quatre feuilles. "Vladislav" furent les premiers champions de football du royaume de Bulgarie en 1925 et deux autres fois en 1926 et 1934. L'équipe était composée de : Zdravko Janakiev, Lyuben Mitev, Boris Stavrev, Petar Hristov, Guergui Guerguiev, Ivan Bulgakov, Andrej Ivanov, Egon Terzetta (cap.), Krastio Petrov, Alexi Alexiev, Dimitar Dimitriev. Le club fut deuxième du championnat en 1928, 1930, 1938 et 1939.

#### Sous le régime communiste (1945-1989)
Après la prise de contrôle du pays par le parti communiste le 9 septembre 1944, il eut une complète réorganisation de tous les mouvements sportifs en concordance avec les vues socialistes du gouvernement. Pas un seul club ne fut épargné, de cette manière le 18 février 1945 fut annoncée la fusion des clubs "Titcha" et "Vladislav" sous le nom de "Titcha-Vladislav 45". À partir de ce moment, beaucoup de changements de noms et de statuts suivront. Dans la saison 1948-1949, le club fut dans la première division nouvellement formée sous le nom de "Botev", et finit 6e parmi un groupe de 10 clubs. L'attaquant Nedko Nedev fut le meilleur buteur de la compétition avec 11 buts. La saison d'après, une nouvelle réorganisation fut mise en place en concordance avec le système soviétique. Le club fut placé sous le commandement du Ministère de la Défense et envoyé droit en 3e division sans jouer de match, dans le but de faire de la place pour le nouveau club de l'Armée de Sofia (CDNV) qui commença en première division directement après sa création. Bien qu'exclu de la première division, le club a pu préserver ses meilleurs joueurs Nedko Nedev, Guergui Radev, Ilia Apostolov et capitaine Dimitar Stefanov. Sous la tutelle de Ivan Mokanov, l'équipe fut promue à la première division deux saisons d'affilée sous le nom "VMS". Mokanov réussit à recruter des jeunes joueurs talentueux comme le gardien Ivan Derventski et l'ailier droit Spas Kirov. De cette manière, "VMS" terminera en 3e place en 1953.
La saison 1954-55 fut une des plus tristes dans l'histoire du club. Le club avait commencé par 5 victoires successives, toutes contre le club de Sofia. Les supporters euphoriques rêvaient d'un titre mais les 10 matchs suivants, l'équipe n'a gagné un seul point et fut reléguée. La saison d’après, le club remonta en première division grâce à l'entraineur Ivan Mokanov qui avait réussi à créer une jeune équipe qui jouera un rôle en première division pour les vingt années suivantes. Le gardien Ivan Ivanov, les défenseurs Dimitar Bosnov, Yanko Atanasov, Ivan Vassilev, les milieux Stefan Yanev et Abil Bilyalov et le meilleur buteur dans l'histoire de l'équipe Stefan Bogomilov (162 buts en 353 match), ses joueurs joueront plus de 200 matchs pour le club. Bien que l'équipe eut beaucoup de talent, ils ne gagneront aucun prix et sont restés au milieu du classement. L’insubordination du ministère de la défense fut un sérieux obstacle car beaucoup de jeunes talents comme Bozhil Kolev, Yancho Bogomilov et Kevork Tahmisyan ont quitté le club pour le club de l'Armée Central de Sofia (CSKA), sans forme de compensation. Bozhil Kolev est devenu un des meilleurs défenseurs pour l'équipe nationale (60 matchs, 8 buts).
En été 1966, le tournoi d’Angleterre fut mémorable. L'équipe A a joué 3 matchs, une victoire (1-0) contre Nottingham Forest Football Club qui a fini 2e dans la même saison. Un match nul contre Coventry (1-1). Une défaite contre Sheffield Wednesday (1-2). Le 8 juin 1966, l'Ajax Amsterdam rend visite au Cherno More Varna pour un match amical qui se termine 3-1 pour l'équipe locale. Zdravko Mitev marqua 2 buts et Stefan Bogomilov le troisième, Johan Cruijff pour Ajax.
Fin des années 1970 et pendant les années 1980, "Tcherno More" a été relégué 2 fois et est resté 3 saisons en 2e division. Une nouvelle génération de joueurs a émergé. Le détenteur du record du nombre de matchs joués Todor Marev (422 matchs), les milieux de terrain Todor Atanasov et Ivan Andreev, et les attaquants Rafi Rafiev et Nikola Spasov ont laissé beaucoup de bons souvenirs aux supporters. La meilleure saison fut 1981-82, l'équipe finit 4e et s'est qualifiée pour la coupe Intertoto. Le résultat fut 2 victoires (2-0) contre Standard de Liège et (2-0) contre l’équipe danoise Hvidovre. Un match nul contre TSV Bayer 04 Leverkusen à Varna (1-1) et contre "Hvidovre" (1-1). Une défaite à Liège (1-3) et à Leverkusen (0-3).

#### Des années de difficultés et progrès (depuis 1989)
En 1990, le club fut relégué en deuxième division et y est resté 8 saisons sur les 9 prochaines. Ce furent les années les plus dures de l'histoire du club. À certains moments, l’existence du club fut en danger, par manque de financements. Les changements positifs ont commencé avec la venue de monsieur Krasen Kralev comme président du club en 1999. Il a fait du club une société d'actionnaire, "Tcherno More" fut promue en première division en l'an 2000. Puis le club fut racheté par le business man Iliya Pavlov et fut prometteur grâce aux victoires contre les champions "CSKA" et contre Litex à Lovech. 
Le 7 mars 2003, Iliya Pavlov se fit tirer dessus et fut assassiné. Après un an, des incertitudes à propos du futur se sont fait ressentir et un groupe de puissance financière (TIM) est venu aider à partir de 2004 jusqu'à maintenant. Sous le commandement de se groupe, le club fut stabilisé. 
Avec l'ancien attaquant Nikola Spasov comme entraîneur, Tcherno More a joué pour la dernière édition de la coupe intertoto (2007) et la saison suivante en coupe d'UEFA. En 2008, le club était proche d'une victoire sensationnelle à VfB Stuttgart. Le club gagnait 0-2 jusqu'à la 85e minute et finit par un match nul (2-2) au Mercedes-Benz Arena. 
Les finales de la Coupe de Bulgarie de football en 2006 et 2008 ont été perdues mais l'apogée du club fut la finale de 2015 contre Levski Sofia à Bourgas. Après un carton rouge à la 40e minute, Tcherno More a joué avec 10 joueurs et un but de retard jusqu'à la 94e minute quand l'attaquant Bakari marque et obtient la prolongation pour son équipe. 3 minutes avant la fin de la prolongation, le français Mathias Coureur gagne la coupe pour Tcherno More avec un but mondialement classé. À la suite de cet exploit, le club se qualifie en Ligue Europa mais sera défait par le Dinamo Minsk 1-1 et 0-4 lors du 2nd Tour.

#### Les années Ilian Iliev (depuis 2018)
Depuis 2018, le club de la Mer Noire est entrainé par Ilian Iliev qui revient dans le club de sa ville natale pour la première fois après son départ en 2006. Sous sa houlette, le club se stabilise et finit régulièrement dans le Top 6 du championnat bulgare. En 2024, le club termine dauphin de la ligue, sa meilleure performance depuis sa création.
Lors de la Ligue Conférence 2024-2025, le club s'inclinera au 2nd Tour face à l'Hapoël Beer-Sheva (0-0 et 1-2)

#### Historique des noms
- 1913 : le club est renommé  ATS  Reka Ticha
- 1914 : fusion du AF Sportist  et du ATS  Reka Ticha  sous le nom de Kamchia.
- 1914 : le club est renommé АТS Reka Ticha .
- 1919 : le club est renommé SC Ticha .
- 1945 : fusion du SK Vladislav Varna et du SC Ticha sous le nom de TV-45 Varna.
- 1946 : le club est renommé TVP Varna.
- 1948 : le club est renommé Botev Varna.
- 1949 : le club est renommé Botev Stalin.
- 1950 : le club est renommé VUS Stalin.
- 1956 : le club est renommé VUS Varna.
- 1956 : le club est renommé SKNA Varna.
- 1959 : le club est renommé VUS Varna.
- 1969 : fusion avec le SD Cherno More Varna et l'Akademik Varna sous le nom de SAFD Cherno More Varna.
- 1993 : le club est renommé FC Cherno More Varna.

## Bilan sportif

### Palmarès
| Compétitions nationales | Compétitions internationales            |
| --- | --------------------------------------- |
| \| - Championnat de Bulgarie[7] (4) : - Champion : 1925, 1926, 1934 (comme "Vladislav"[8],[9]) et 1937-38 (comme "Ticha"[10],[11]) - Vice-champion : 1928, 1930, 1935, 1936, 1937-38, 1938-39 et 2023-24. - Coupe de Bulgarie (1) : - Vainqueur : 2014-15. - Finaliste : 2005-06 et 2007-08. - Supercoupe de Bulgarie (1) : - Vainqueur : 2015. \| | - Coupe Intertoto : - Finaliste : 2007. |
| - Championnat de Bulgarie (4) : - Champion : 1925, 1926, 1934 (comme "Vladislav",) et 1937-38 (comme "Ticha",) - Vice-champion : 1928, 1930, 1935, 1936, 1937-38, 1938-39 et 2023-24. - Coupe de Bulgarie (1) : - Vainqueur : 2014-15. - Finaliste : 2005-06 et 2007-08. - Supercoupe de Bulgarie (1) : - Vainqueur : 2015.                        |                                         |

### Bilan européen
Note : dans les résultats ci-dessous, le score du club est toujours donné en premier
| Saison    | Compétition      | Tour             | Club                 | Domicile | Extérieur | Total |
| --------- | ---------------- | ---------------- | -------------------- | -------- | --------- | ----- |
| 2007      | Coupe Intertoto  | Deuxième tour    | Makedonija GP Skopje | 4 - 0    | 3 - 0     | 7 - 0 |
| 2007      | Coupe Intertoto  | Troisième tour   | UC Sampdoria         | 0 - 1    | 0 - 1     | 0 - 2 |
| 2008-2009 | Coupe UEFA       | Premier tour Q   | UE Sant Julià        | 4 - 0    | 5 - 0     | 9 - 0 |
| 2008-2009 | Coupe UEFA       | Deuxième tour Q  | Maccabi Netanya      | 2 - 0    | 1 - 1     | 3 - 1 |
| 2008-2009 | Coupe UEFA       | Premier tour     | VfB Stuttgart        | 1 - 2    | 2 - 2     | 3 - 4 |
| 2009-2010 | Ligue Europa     | Deuxième tour Q  | Iskra-Stal Rîbnița   | 1 - 0    | 3 - 0     | 4 - 0 |
| 2009-2010 | Ligue Europa     | Troisième tour Q | PSV Eindhoven        | 0 - 1    | 0 - 1     | 0 - 2 |
| 2015-2016 | Ligue Europa     | Deuxième tour Q  | Dinamo Minsk         | 1 - 1    | 0 - 4     | 1 - 5 |
| 2024-2025 | Ligue Conférence | Deuxième tour Q  | Hapoël Beer-Sheva    | 1 - 2    | 0 - 0     | 1 - 2 |
| 2025-2026 | Ligue Conférence | Deuxième tour Q  | İstanbul Başakşehir  | 0 - 1    | 0 - 4     | 0 - 5 |

Légende
- Victoire ou qualification pour le tour suivant
- Match nul
- Défaite ou élimination de la compétition

## Personnalités du club

### Présidents
- Iliya Pavlov
- Marin Marinov

### Entraîneurs
| - Ernost Murg (1925 - 1926) - Aleksi Aleksiev (1928 - 1929) - Nikola Lyutskanov (1932 - 1934) - Cvetan Dimitrov (1938 - 1939) - Ivan Mokanov (1948 - 1960) - Lozan Kotsev (1960 - 1962) - Manol Manolov (1962 - 1963) - Ivan Mokanov (1964 - 1968) - Georgi Dimitrov Georgiev (1968 - 1972) - Spas Kirov (1972 - 1974) - Stojan Ormandzhiev (1974 - 1975) - Georgi Dimitrov (1975 - 1976) - Kiril Rakarov (1976 - 1977) - Ivan Vasilev (1977 - 1979) - Ivan Mokanov (1979 - 1980) - Ivan Vasilev (1980 - 1981) - Spas Kirov (1981 - 1983) - Todor Velikov (1983 - 1985) - Bozhil Kolev (1985 - 1989) | - Todor Velikov (1989 - 1990) - Kevork Tahmisyan (1990 - 1991) - Todor Velikov (1991 - 1992) - Bozhil Kolev (1992 - 1994) - Vachko Marinov (1994 - 1995) - Nikola Spasov (1995 - 1996) - Asen Milushev (1996) - Damyan Georgiev (1996) - Tsonyo Vasilev (1997) - Todor Marev (1997) - Lyudmil Goranov (1997) - Rudi Minkovski (1997 - 1998) - Svetozar Svetozarov (1998 - 1999) - Radi Zdravkov (1999 - 2000) - Bozhil Kolev (2000 - 2001) - Aleksandar Stankov (2001 - 2002) - Velislav Vutzov (2002 - 2004) - Ilian Iliev (2004 - 4 mars 2006) - Yasen Petrov (13 mars 2006 - 27 mai 2007) | - Nikola Spasov (27 mai 2007 - 15 septembre 2009) - Velizar Popov (16 septembre 2009 - 29 octobre 2010) - Stefan Genov (30 octobre 2010 - 24 septembre 2012) - Adalbert Zafirov (25 septembre 2012 - 17 décembre 2012) - Georgi Ivanov (17 décembre 2012 - 19 mai 2014) - Aleksandar Stankov (22 mai 2014 - 18 août 2014) - Nikola Spasov (19 août 2014 - 10 juin 2016) - Georgi Ivanov (21 juin 2016 - 21 septembre 2017) - Emanuel Lukanov (21 septembre 2017 - 28 décembre 2017) - Ilian Iliev (28 décembre 2017 - ) |

### Joueurs historiques
- Egon Terzetta
- Ivan Mokanov
- Stefan Bogomilov
- Todor Marev
- Mário Jardel
- Mathias Coureur

### Sources
- Общ годишник на България (1923-1925год.), издание на дружеството на столичните журналисти, раздел "Спорт"
- Варненски Oкръжен архив , ед.66, л.64,73
- Списание "Спорт и туризъм", издание на СК "Река Тича", Варна 1920 год.
- Бюлетин, издание на Централното настоятелство на С.Б.С.Л., Варна, 1923 год.
- Списание "Спортен преглед", София, 1923-1944 год.
- Вестник "Варненски новини", издание 1916-1944 год.
- Вестник "Варненска поща", издание 1920-1944 год.
- Вестник "Черно море" - Варна, издание 1929-1944 год.
- Вестник "Спортен лист", Варна, 1926 г.
- Вестник "Спорт", издание на С.Б.С.Л., Варна, 1926 г.
- Вестник "Спорт" - София, издание 1923-1944 год.
- Крум Кънчев, Възпоменателен сборник със спортни статии, Варна, 1934 г.
- Л. Аврамов, Р. Олянов, "50 години футбол в България", издание "Медицина и физкултура", София, 1960 г.
- Вестник "Народно дело" - Варна, бр. 269 от 16/11/1967 г., "Една анкета" Ив. Божков
- Ст. Янев, П. Герчев, Д. Димитров, В. Свраков, "Футболна Варна", издание "Георги Бакалов", Варна, 1988 г.
- Ст. Янев, Д. Димитров, И. Карабаджаков, В. Димитров, "Шампионът Владислав и купите на Моряците", издателство "Славена", Варна, 2016 г.